# Odontoglossum gloriosum
Odontoglossum gloriosum (tên tiếng Anh: Glorious Odontoglossum) là một loài phong lan đặc hữu của Colombia.